# Atentado del hotel Canal
El atentado del hotel Canal fue un atentado terrorista suicida con un coche bomba en Bagdad, Irak, durante la tarde del 19 de agosto de 2003. Mató al menos a 22 personas, incluyendo al Representante Especial de las Naciones Unidas en Irak, Sergio Vieira de Mello, e hirió a cerca de 100 personas, como el reconocido abogado de derechos humanos y activista político Amin Mekki Medani. El blanco del ataque era la Misión de Asistencia de las Naciones Unidas para Irak creada solo cinco días antes. Las Naciones Unidas utilizaban ese hotel como su sede en Irak desde principios de la década de 1990. El ataque trajo como consecuencia la retirada en semanas de casi todo el personal, cerca de 600, de la ONU en el país. Este evento tuvo un profundo impacto en cuanto a la seguridad en el desarrollo de las actividades de la ONU globalmente.
Este ataque fue seguido de otro ataque suicida con coche bomba el 22 de septiembre de 2003 contra otras oficinas de la ONU cerca de Bagdad, matando esta vez a un guardia de seguridad e hiriendo a 19 personas.
Abu Musab al-Zarqawi, líder de la organización terrorista Yama'at al-Tawhid wal-Yihad, en abril de 2004 asumió la responsabilidad por el ataque.

## Fallecidos
Personal de la ONU
- Sergio Vieira de Mello (Brasil), de 55 años de edad, se desempeñaba como Representante Especial del Secretario General Kofi Annan para Irak. Alto Comisionado de las Naciones Unidas para los Derechos Humanos.
- Reham Al-Farra (Jordania) de 29 años de edad, funciones en la Oficina del Portavoz del Representante Especial.
- Emaad Ahmed Salman Al-Jobory (Irak) de 45 años de edad, trabajaba como electricista para la Comisión de las Naciones Unidas de Vigilancia, Verificación e Inspección (UNMOVIC).
- Raid Shaker Mustafa Al-Mahdawi (Irak) de 32 años de edad, trabajaba como electricista para la Comisión de las Naciones Unidas de Vigilancia, Verificación e Inspección (UNMOVIC).
- Leen Assad Al-Quadi (Irak), de 32 años de edad, trabajaba para la Oficina del Coordinador de las Operaciones Humanitarias de las Naciones Unidas en Irak.
- Ranilo Buenaventura (Filipinas), de 47 años de edad, prestaba servicios en la Oficina del Coordinador de Asuntos Humanitarios de las Naciones Unidas en el Irak (UNOHI).
- Rick Hooper (Estados Unidos), de 40 años de edad, se encontraba en una misión especial de corto plazo en la Oficina del Representante Especial del Secretario General para Irak.
- Reza Hosseini (Irán), de 43 años de edad, trabajaba en la Oficina del Coordinador de Asuntos Humanitarios de las Naciones Unidas en el Irak (UNOHCI).
- Ihssan Taha Husain (Irak), de 26 años de edad, trabajaba como chofer para la Oficina de las Naciones Unidas de Servicios para Proyectos / Oficina de Coordinación de Asuntos Humanitarios.
- Jean-Sélim Kanaan (Egipto y Francia), de 33 años de edad, se desempeñaba como oficial de proyectos de la Oficina del Representante Especial del Secretario General para Irak.
- Christopher Klein-Beekman (Canadá), de 32 años de edad, trabajaba para el Fondo de las Naciones Unidas para la Infancia (UNICEF) en calidad de coordinador del programa para Irak.
- Martha Teas (Estados Unidos), de 47 años de edad, trabajaba en la Oficina de Coordinación de Asuntos Humanitarios (OCAH) de las Naciones Unidas en Bagdad como directora del centro de información humanitaria.
- Basim Mahmood Utaiwi (Irak), de 40 años de edad, trabajaba como guardia de seguridad para la Oficina del Coordinador de las Operaciones Humanitarias de las Naciones Unidas en el Irak.
- Fiona Watson (Reino Unido), de 35 años de edad, se desempeñaba como oficial de asuntos políticos de la Misión de Asistencia de las Naciones Unidas para el Irak (UNAMI).
- Nadia Younes (Egipto), de 57 años de edad, se desempañaba como Jefa de Gabinete del Representante Especial del Secretario General para el Irak.

Otros
- Saad Hermiz Abona (Irak), de 45 años de edad, se desempeñaba como empleado de un proveedor de las Naciones Unidas.
- Omar Kahtan Mohamed Al-Orfali (Irak), de 34 años de edad, era conductor e intérprete del «Christian Children's Fund».
- Gillian Clark (Canadá), de 48 años de edad, era especialista de alto nivel en el ámbito de la protección de los niños para el "Christian Children's Fund".
- Arthur Helton (Estados Unidos), de 54 años de edad, se desempañaba como director de los Estudios sobre la Paz y los Conflictos del Consejo de Relaciones Exteriores.
- Manuel Martín-Oar (España), de 56 años de edad, se desempañaba como adjunto al cuartel general de la Autoridad Provisional de la Coalición y coordinador de los organismos especializados de las Naciones Unidas.
- Khidir Saleem Sahir (Irak), chofer que se encontraba afuera del hotel en el momento de la explosión.
- Ali Mohammed Hindi (Irak).
- Alya Ahmad Sousa (Irak), de 54 años de edad, antigua traductora para la Misión de Observación de las Naciones Unidas para Irak y Kuwait.

## Homenajes
La Organización de Naciones Unidas estableció un día en memoria a aquellos que murieron en Bagdad el 19 de agosto de 2003 al servicio de las Naciones Unidas, como así también estableció aquel día para la festividad del Día Mundial de la Asistencia Humanitaria.

Un ataque terrorista a las oficinas de las Naciones Unidas en Bagdad, el 19 de agosto de 2003, cobró las vidas de 22 personas. Entre los fallecidos estaba el Representante Especial del Secretario General para el Irak, Sergio Vieira de Mello de Brasil, Alto Comisionado de la ONU para los Derechos Humanos. El Sr. Vieira de Mello tuvo una larga y distinguida carrera en la ONU por más de 30 años. Antes de su nombramiento como Alto Comisionado en 2002, había encabezado la Administración de Transición de las Naciones Unidas para Timor Oriental (UNTAET) y antes de eso ocupó brevemente el cargo de Representante Especial del Secretario General para Kosovo. Se incorporó a las Naciones Unidas en 1969. Trabajó durante la mayor parte de su carrera con el Alto Comisionado de las Naciones Unidas para los Refugiados (ACNUR) en Ginebra y prestó servicios en operaciones humanitarias y de mantenimiento de la paz en Bangladesh, el Sudán, Chipre, Mozambique y el Perú. El ataque destruyó el Hotel Canal, que sirvió como base para unos 300 funcionarios internacionales de la ONU en Bagdad.
Organización de las Naciones Unidas

Asimismo se inauguró un monumento en homenaje a los fallecidos en la sede de la ONU en Nueva York y fue inaugurado el 24 de octubre de 2003.